# Шавло, Сергей Дмитриевич
Серге́й Дми́триевич Шавло́ (род. 4 сентября 1956, Никополь, Днепропетровская область) — советский футболист, полузащитник. Тренер. Мастер спорта СССР международного класса (1979), бронзовый призёр Олимпиады-1980, Заслуженный мастер спорта России (2006).

## Карьера

### Клубная карьера
Воспитанник никопольской футбольной школы «Трубник». Известен по выступлениям за московские «Спартак» и «Торпедо».

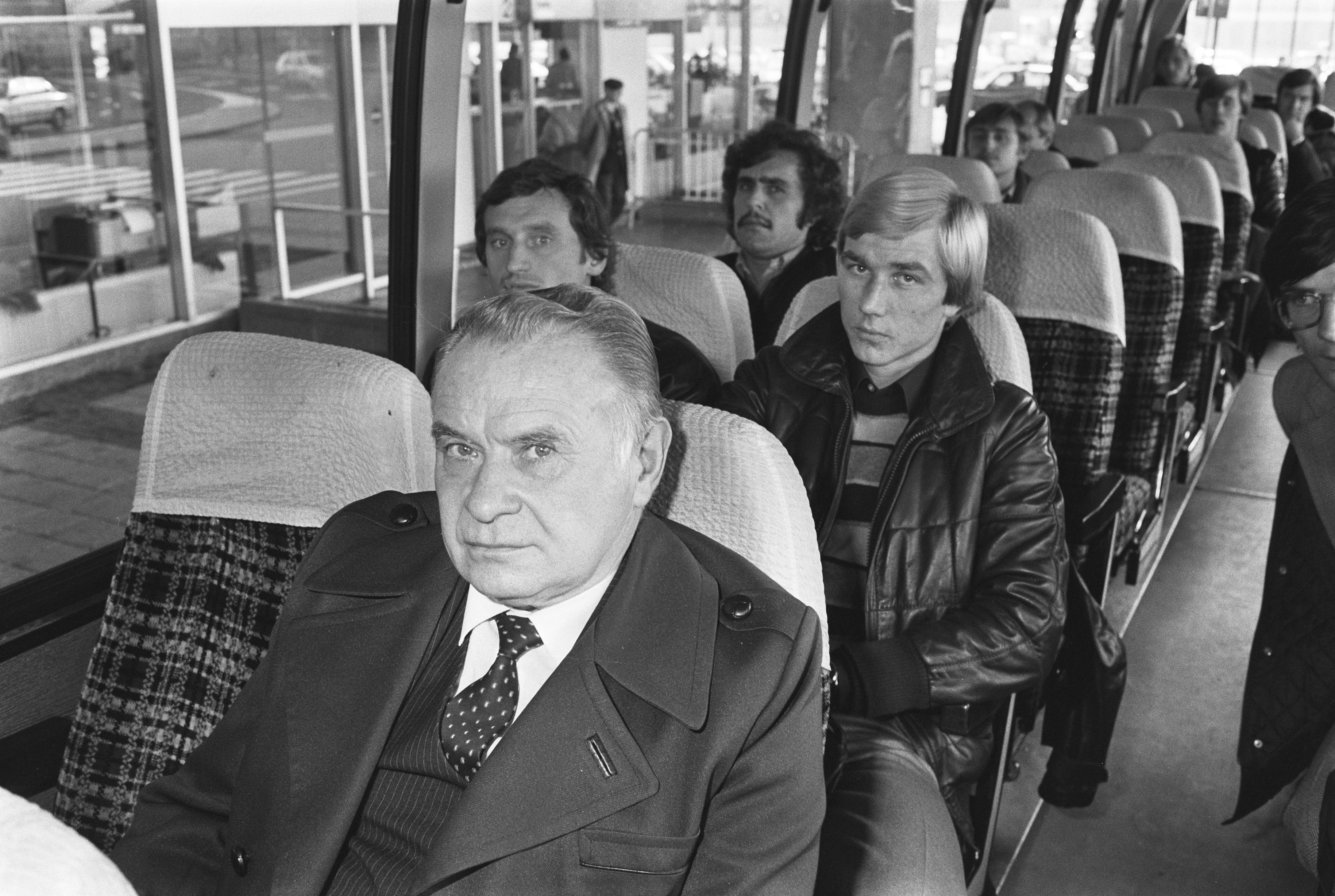
Шавло (справа) в ноябре 1982 года

В «Спартак» Сергей Шавло пришёл по приглашению Константина Бескова и Николая Старостина. В годы выступления за московский «Спартак» Шавло, как и многие игроки, был удостоен персональной речевки болельщиков «Ярко вспыхнуло табло — гол забил Сергей Шавло!». Другой вариант, который был популярен среди болельщиков киевского «Динамо» — «Если мяч попал в табло, значит бил Сергей Шавло».
С 9 октября 1977 по 19 ноября 1982 годах провёл 172 матча в чемпионате страны подряд, установив рекорд «Спартака».
В 1987 году получил разрешение на переход в австрийский «Рапид». В составе венского клуба дебютировал 15 апреля 1988 года в домашней игре против «Адмиры-Ваккер». Шавло стал автором одного из двух голов клуба, что обеспечило победу со счетом 2-1. По итогам сезона стал чемпионом Австрии. Сезон 1988/89 оказался менее успешен для клуба, а Шавло сыграл только в 16 из 36 игр чемпионата. По окончании сезона перешел в клуб 3-й лиги «Фаворитен АК».
В 1990—1992 годах играл в 4-м дивизионе за «Айнтрахт Фаворитен», в 1992-93 — за «Герасдорф». В 1993 перешел в только что созданный клуб «Лаксенбург», с которым за два года поднялся из 9-го дивизиона в 7-й. В 1997 году завершил активные выступления в качестве игрока.
Был членом КПСС.

### Карьера в сборной
За сборную СССР провёл 19 матчей.
За олимпийскую сборную СССР сыграл 5 матчей, забил 1 гол. Автором гола стал на турнире Олимпиады-1980 в матче против Кубы (8:0).

### Карьера тренера и функционера
После завершения игровой карьеры работал тренером в ряде австрийских и российских клубов. В 2004 году вернулся в «Спартак», где работал сначала тренером-селекционером.
В сентябре 2005 года Шавло стал генеральным директором «Спартака», сменив на этом посту Юрия Первака. У многих поклонников Спартака появилась надежда на скорое возрождение команды. Однако приглашение в «Спартак» тренеров Невио Скалы, Александра Старкова, Владимира Федотова и Станислава Черчесова не помогли клубу вернуть былые позиции в российском футболе. Шавло также приписывают конфликт с Дмитрием Аленичевым. «Эра Шавло» нашла своё отражение в книге Игоря Рабинера «Как убивали „Спартак“».
В августе 2008 года на посту генерального директора «Спартака» его сменил Валерий Карпин.
С сентября 2008 года — президент благотворительного фонда поддержки ветеранов и молодежи ФК «Спартак» Москва.

## Достижения
- Бронзовый призёр Олимпийских игр: 1980
- Чемпион СССР: 1979
- Обладатель Кубка СССР: 1986
- Чемпион Австрии: 1988
- Обладатель Суперкубка Австрии 1988 года.
- Чемпион Спартакиады народов СССР 1979 года в составе сборной Москвы
- Серебряный призёр чемпионата СССР 1980, 1981, 1984 и 1985
- В списках 33 лучших футболистов СССР 6 раз: № 1 — 1984, № 2 — 1979, 1980, № 3 — 1978, 1981, 1982